# Ratusz w Żarach
Ratusz w Żarach – budowla pochodzi z przełomu XIV i XV wieku. Wielokrotnie przebudowywana w latach późniejszych. Z pierwotnego wystroju posiada renesansowy portal ozdobiony w 1929 mozaiką. Wieża murowana z roku 1700 zastąpiła istniejącą wcześniej wieżę drewnianą.

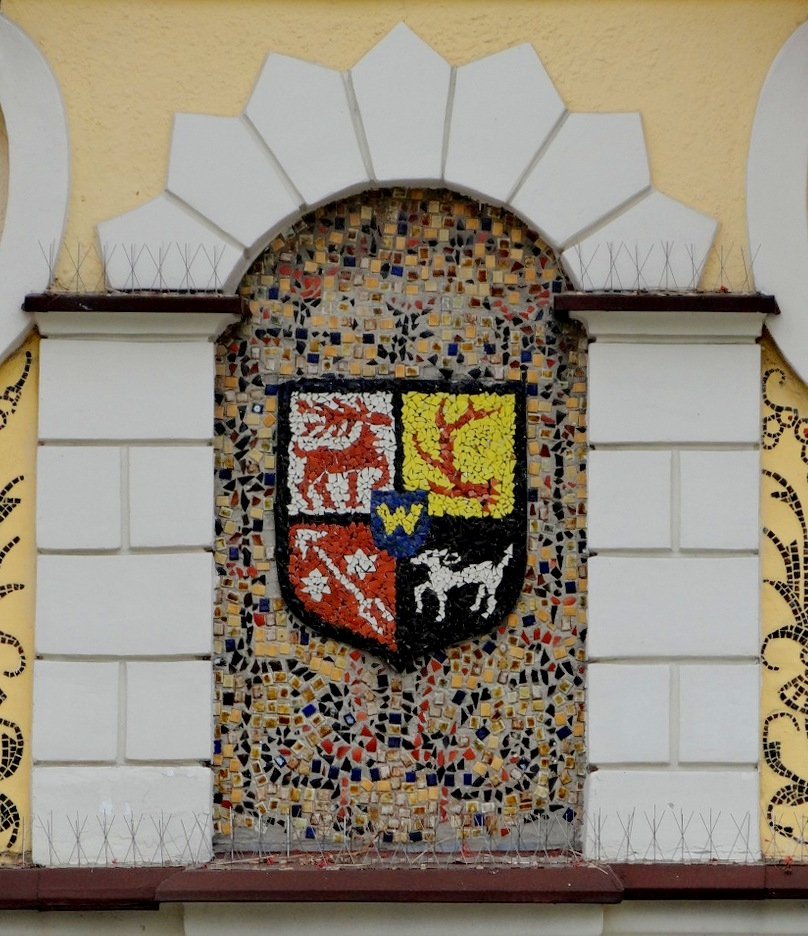
Herb miasta na fasadzie ratusza